# Éliza (Cherubini)

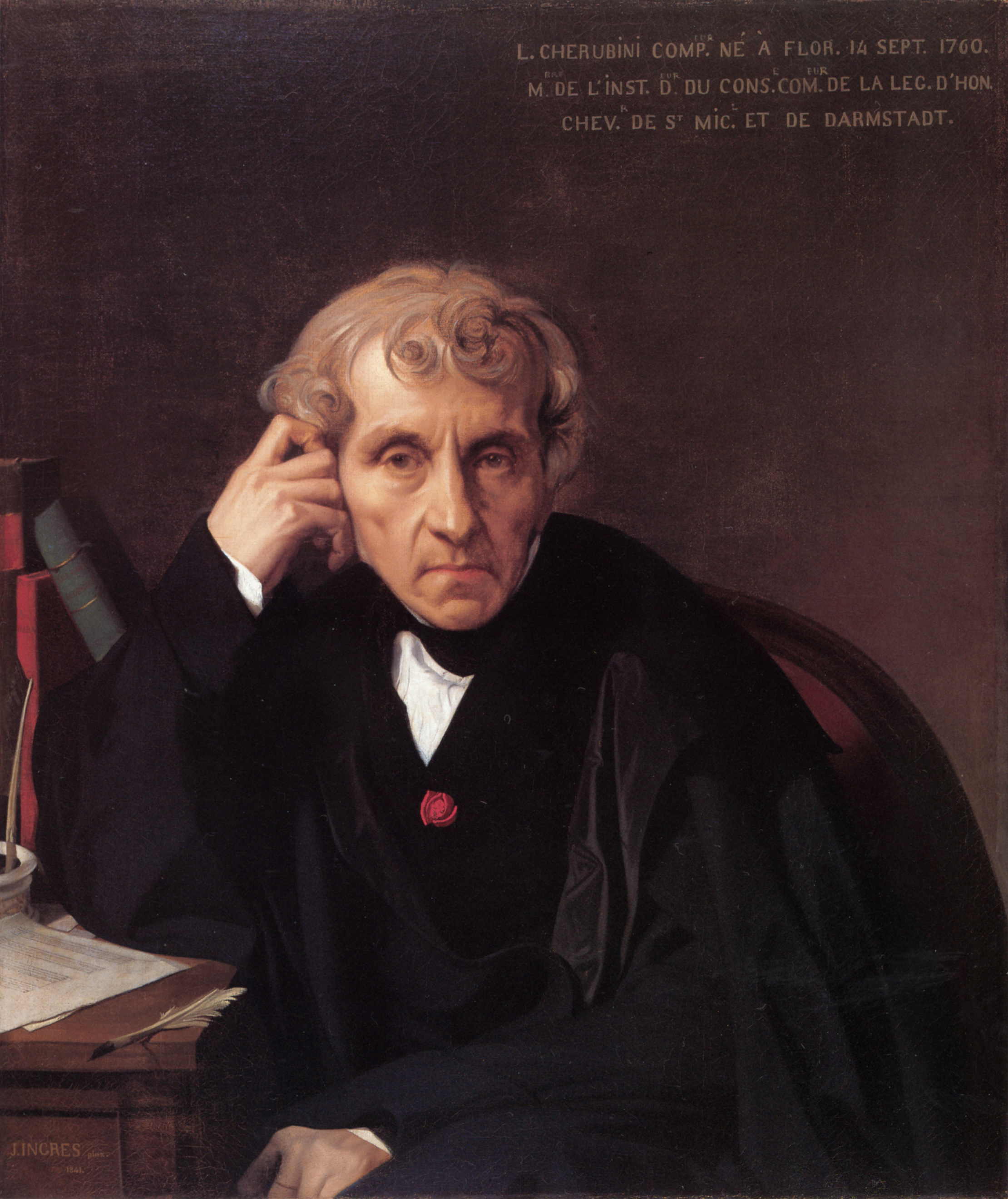
Luigi Cherubini

Éliza, ou Le Voyage aux glaciers du Mont Saint-Bernard (Éliza, eller Resan till Sankt Bernhardspassets glaciär) är en fransk opera i två akter med musik av Luigi Cherubini och libretto av Jacques-Antoine de Révéroni Saint-Cyr.

## Historia
Éliza kan sägas vara den första romantiska operan som fokuserar på naturen. Handlingen tilldrar sig nära de snöklädda alperna i Sankt Bernhardspasset. Bergens mäktiga scenerier kontra människans ensamhet hade varit ett populärt tema sedan Jean-Jacques Rousseau. André Grétry hade till exempel använt sig av det i sin Guillaume Tell (1791). Éliza hade premiär den 13 december 1794 på Théâtre Feydeau i Paris. Porträtten av de infödda alpborna med sina enkla dygder och seder tilltalade även den parisiska publiken. Operan kombinerar dessa två element med en hjälte som har en specielle relation till naturen då han råkar vara en landskapsmålare. Det dramatiska drivet i operan begränsas av det påvra librettot, den magra handlingen och avsaknad av heroism hos huvudrollen. Men musiken äger en stämningsmättad och pittoresk kvalitet som var unik för sin tid. Ledmotiv spelar en stor roll: i ouvertyren hörs en Ranz des Vaches, en folkmelodi som herdarna brukade spela på horn, som flera gånger återkommer under stycket och som sedermera kommer att spela en stor roll i handlingen. Klangen från klostrets klockor och mulåsnornas skällor är också integrerade i musiken. 

## Personer
- Éliza (sopran)
- Laure, hennes kammarjungfru (sopran)
- Florindo, en målare från Genua (tenor)
- Germain, hans tjänare (bas)
- Priorn i Sankt Bernardsklostret (bas)
- En alpguide (sopran)
- Michel, en mulåsnedrivare (tenor)

## Handling
Priorn och munkarna letar varje dag efter försvunna resenärer uppe i alperna. De finner Florindo, en ung målare från Genua som har flytt undan en olycklig kärleksaffär för att finna frid uppe bland bergen. Ett brev kommer med posten i vilket han får reda på att hans älskade Éliza nu är förlovad med en annan. Förkrossad förs han bort av priorn. Éliza anländer och letar efter Florindo för att försäkra honom om hennes kärlek till honom. Men Florindo har lämnat ett avskedsbrev där han meddelar att han ämnar söka döden ute på den förrädiska glaciären. De andra skyndar efter honom. En rasande storm framkallar en lavin som begraver Florindo. Han räddas dock och alla missförstånd klaras upp.